# Балыкин, Виктор Иванович
Виктор Иванович Балыкин (род. 1 января 1947) — российский физик, профессор, доктор физико-математических наук, заведующий лабораторией лазерной спектроскопии Института спектроскопии РАН, член Американского физического общества.

## Биография
В 1971 году - окончил Московский физико-технический институт.
В 1971—1974 годах — аспирантура в Институте спектроскопии РАН.
В 1980 году защитил кандидатскую диссертацию под руководством профессора Летохова В. С. на тему: «Флуоресцентное детектирование единичных атомов и радиационное охлаждение атомов резонансным лазерным излучением».
В 1994 году защитил докторскую диссертацию на тему: «Воздействие сил светового давления лазерного излучения на движение атомов и ионов».
С 1989 по 1991 являлся стипендиатом Фонда имени Александра Гумбольда (Alexander von Humdoldt-Stiftung), в Университете г. Гейдельберга, Германия. С 1991 по 1993 год работал в Констанцском университете в Германии в качестве ведущего исследователя.
В 1996—1997 годах работал в Токийском университете (University of Electro-Communication), Япония, профессором Университета.

## Научная деятельность
Научная деятельность В. И. Балыкина посвящена исследованию фундаментальных процессов взаимодействия лазерного излучения с нейтральными атомами, заряженными частицами и нанообъектами.
Экспериментальные и теоретические исследования условий резонансного взаимодействия лазерного излучения с нейтральными атомными частицами, приводящих к эффективному обмену импульсом между атомом и излучением, послужило фундаментом всех последующих исследований. Первым применением разработанных схем циклического взаимодействия лазерного света с атомными частицами явилось лазерное охлаждение свободных нейтральных частиц. В. И. Балыкиным с сотрудниками его лаборатории впервые в мире было продемонстрировано лазерного охлаждения нейтральных атомов. Идея лазерного охлаждения нейтральных атомов, после успешных экспериментов с атомными пучками, была перенесена на заряженные атомные частицы — ионы. В совместных экспериментах с Институтом ядерных исследований (г. Гейдельберг, Германия) были проведены пионерские работы по лазерному охлаждению релятивистских ионных пучков лития и бериллия в накопительном кольце (Test Storage Ring in Heidelberg).
За циклом работ по лазерному охлаждению атомов и ионов последовал этап работ В. И. Балыкина по воздействию сил светового давления на атомы, приведший к появлению в физике нового типа оптики — оптики нейтральных атомных пучков, получившей название — атомной оптики. По аналогии с обычной оптикой, атомная оптика исследует возможность фокусировки, отражения, когерентного расщепления, дифракции, интерферометрии атомных пучков, а также локализацию атомных ансамблей. Возможности атомной оптики значительно шире в сравнении с другими типами оптик материальных частиц (электронной и нейтронной) из-за наличия у атома внутренней структуры. В. И. Балыкиным и сотрудниками его лаборатории осуществлены эксперименты по фокусировке атомных пучков лазерным светом с разрешением превышающим длину волны света. Исследованы конфигурации лазерных полей способных осуществлять глубокую (в нанометровой области) фокусировку атомов. Исследованы схемы зеркального отражения атомов градиентной силой поверхностной волны. Продемонстрировано селективное по квантовым состояниям отражение и когерентное отражение атомов. Теоретически исследован резонатор для атомных волн де Бройля, аналогичный оптическому резонатору, с заменой материальных зеркал на светоиндуцированные; показана возможность сильного вырождения атомов в моде резонатора, аналогично вырождению фотонов. Предложены схемы атомных дисперсионных элементов. Открыт и исследован оптический эффект Штерна-Герлаха, приводящий к расщеплению атомного пучка в лазерном поле. Показана возможность создания когерентного расщепителя на основе эффекта Штерна-Герлаха для атомов в стоячей световой волне. Теоретически и экспериментально исследованы схемы атомных ловушек, позволяющих осуществлять локализацию единичного атома.
Помимо фундаментального интереса, проведенные исследования по атомной оптике и с ультрахолодными атомами имеют также и большое прикладное значение. Например, глубокая фокусировка атомов является методом создания атомных и молекулярных нанострукур; на базе ультрахолодных атомов создаются новые поколения квантовых стандартов частоты; зеркальное отражение атомных пучков и их когерентное расщепление лежат в основе атомной интерферометрии, позволяющей создать новое поколение чувствительных детекторов гравитационного поля.
Первым практическим применением методов атомной оптики явилось создание атомно-молекулярных наноструктур на поверхности. Исследованы подходы в нанотехнологии по принципу «снизу — вверх» основанные на том, что создаваемый нанообъект «собирается» из индивидуальных атомов, молекул, биологических клеток и т. п.. Создан атомный нанолитограф, позволяющий осуществлять трансформацию объектов микромира в объекты наномира, который является прототипом знаменитой машины Ричарда Фейнмана: масштабируемая система которая будет производить уменьшенную реплику самой себя (scalable manufacturing system could be made which will manufacture a smaller scale replica of itself).
Исследования В. И. Балыкина и его сотрудников процессов взаимодействия лазерного излучения с нанообъектами включают контроль распространения света и его локализацию на нанометровом масштабе, которые являются одними из ключевых задач в различных приложениях: нанометровое разрешение оптической микроскопии, оптическая литография, фотоника интегрированных систем, эффективное взаимодействие света с нанообъектами.

## Награды
- Премия имени Д. С. Рождественского (совместно с В. С. Летоховым, В. Г. Миногиным, за 2001 год) — за цикл работ «Лазерное охлаждение и пленение атомов»
- Премия Гумбольдта